# Geografie Evropské unie

Fyzická mapa EU

Geografie Evropské unie je geografií 27 členských států Evropské unie, která se rozprostírá na velké části evropského světadílu (západní, severní, jižní a střední Evropa) na území o celkové rozloze 4 381 324 km². Nejsevernějším státem Evropské unie je Finsko, nejzápadnějším Irsko, nejjižnějším Kypr a nejvýchodnějším Kypr.

## Členské státy - geografie
- Belgie
- Bulharsko
- Česko
- Dánsko
- Estonsko
- Finsko
- Francie
- Chorvatsko
- Irsko
- Itálie
- Kypr
- Lotyšsko
- Litva
- Lucembursko
- Maďarsko
- Malta
- Německo
- Nizozemsko
- Polsko
- Portugalsko
- Rakousko
- Rumunsko
- Řecko
- Slovensko
- Slovinsko
- Španělsko
- Švédsko

## Přírodní podmínky
Přestože se většina Evropské unie rozkládá na evropském světadílu (viz geografie Evropy), EU není s Evropou shodná; významné státy Evropy (např. Švýcarsko, Norsko či evropské Rusko) nejsou členy EU. Členské státy EU mají pozemní hranici s celkem 21 dalšími státy.
Pobřežní hranice Evropské unie je zhruba 53 tisíc kilometrů dlouhá a EU tak omývá například Atlantský oceán, Severní moře, Středozemní moře, Černé moře, Baltské moře a Jaderské moře. 22 členských států má přímý přístup k moři, 5 států je vnitrozemských. Mezi evropská horská pohoří patří například Alpy, Pyreneje, Hercynská pohoří, Karpaty, Dinárské hory a Skandinávské pohoří. Nejvyšším vrcholem EU je Mont Blanc (4 808 m n. m., Francie/Itálie).
Nejdelší řekou EU je Dunaj (celková délka 2 850 km,v rámci EU 2 492 km). Největší jezero EU je Vänern (rozloha 5 650 km², Švédsko).
Včetně zámořských území členských států zahrnuje EU většinu druhů podnebí, od polárního až po tropické. Nemá tedy smysl počítat meteorologické průměry za celou Evropskou unii. Většina obyvatelstva žije v oblastech se středomořským podnebím (jižní Evropa), mírným přímořským podnebím (západní Evropa) či teplým letním kontinentálním či hemiboreálním podnebím (členské státy ve východní části EU).

### Zámořská území
Součástí Evropské unie jsou formálně i četná zámořská území a závislá území (španělské Kanárské ostrovy, Ceuta a Melilla; za Portugalsko Azory a Madeira a francouzská území Réunion, Francouzská Guyana, Martinik, Guadeloupe, Mayotte, Saint-Martin). Postavení tzv. „Zámořské země a území“ mají Grónsko, Aruba, Curaçao, Sint Maarten, Karibské Nizozemsko, Svatý Bartoloměj, Francouzská Polynésie, Wallis a Futuna, Nová Kaledonie a Francouzská jižní a antarktická území.

oblasti EU se zvláštním statusem
Členské státy EU
Nejvzdálenější regiony
Zámořské země a území
Jiné speciální případy

## Obyvatelstvo
K 1. lednu 2020 žilo v Evropské unii přibližně 466 milionů obyvatel. Nejlidnatějším členským státem je Německo s odhadovaným počtem 83 milionu obyvatel, zatímco nejméně lidnatým členským státem je Malta s necelými 400 tisíci obyvateli.

### Velká města
Evropská unie je domovem více světových měst než jakákoli jiná oblast na světě. Celkem 16 měst má počet obyvatel přesahující jeden milion lidí (v rámci vlastního města). Mezi hustě zalidněné oblasti, které nemají vlastní jádro, za to však jsou tvořeny několika souvislými městy (souměstí či konurbace), patří například Porýní-Porúří, kde žije zhruba 11,5 milionu obyvatel (Kolín nad Rýnem, Düsseldorf, atd.), Randstad se zhruba 7 miliony obyvateli (Amsterdam, Rotterdam, Haag atd.), vlámský diamant se zhruba 5,5 miliony obyvateli, Frankfurt/Rýn-Mohan se zhruba 4 miliony obyvateli (Frankfurt nad Mohanem, Wiesbaden atd.) a Hornoslezská průmyslová oblast se zhruba 3,5 miliony obyvateli (Katovice, Sosnovec atd.).
Pořadí v tomto seznamu nemusí být zcela přesné, hlavním důvodem jsou rozdíly v datech, ke kterým se počty obyvatel vztahují.

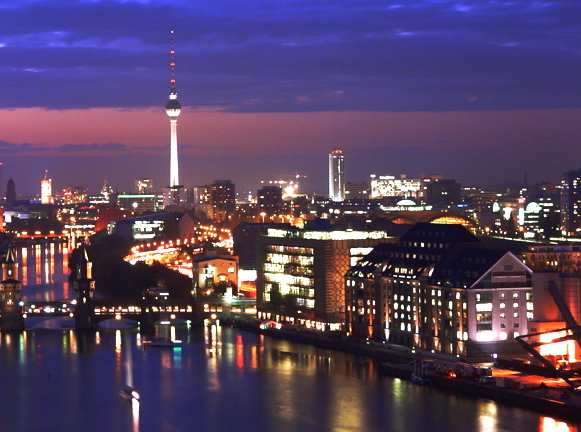
Berlín
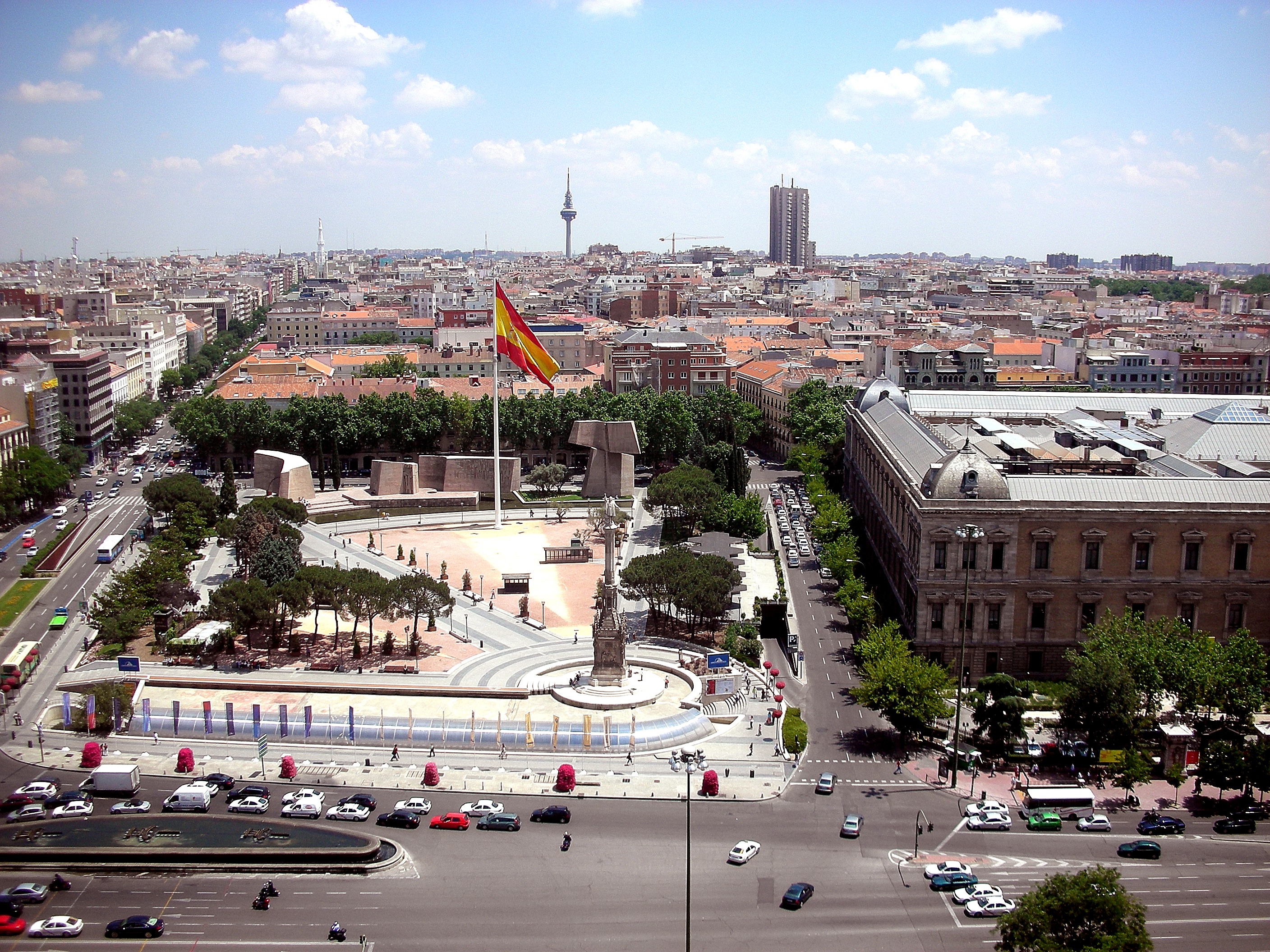
Madrid
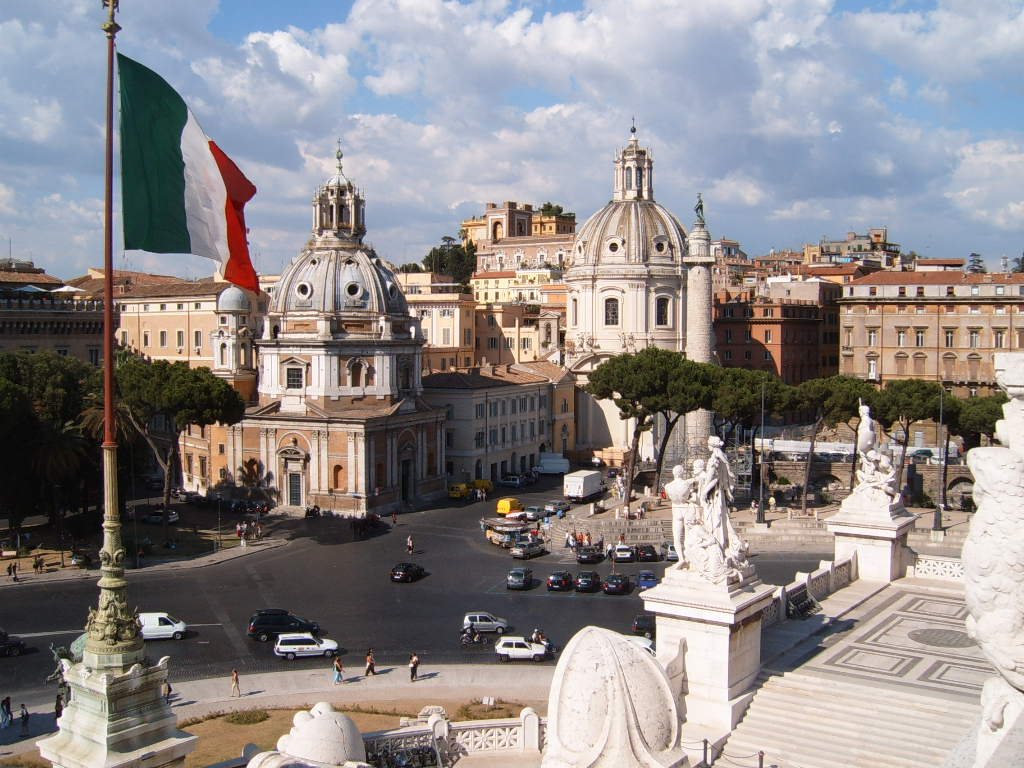
Řím
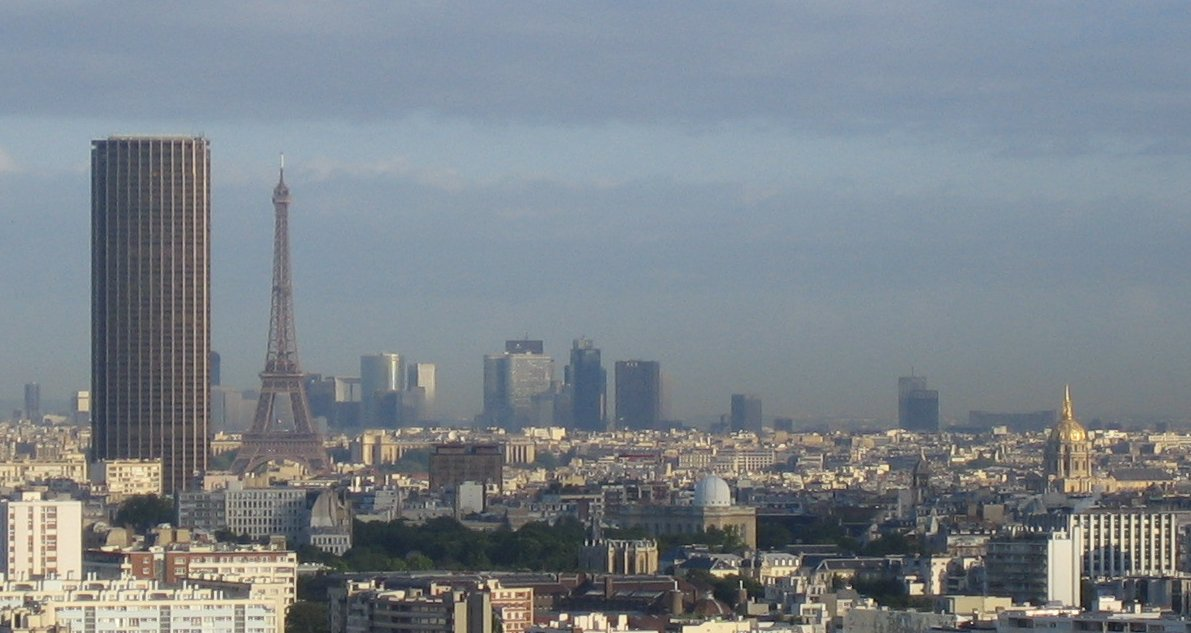
Paříž
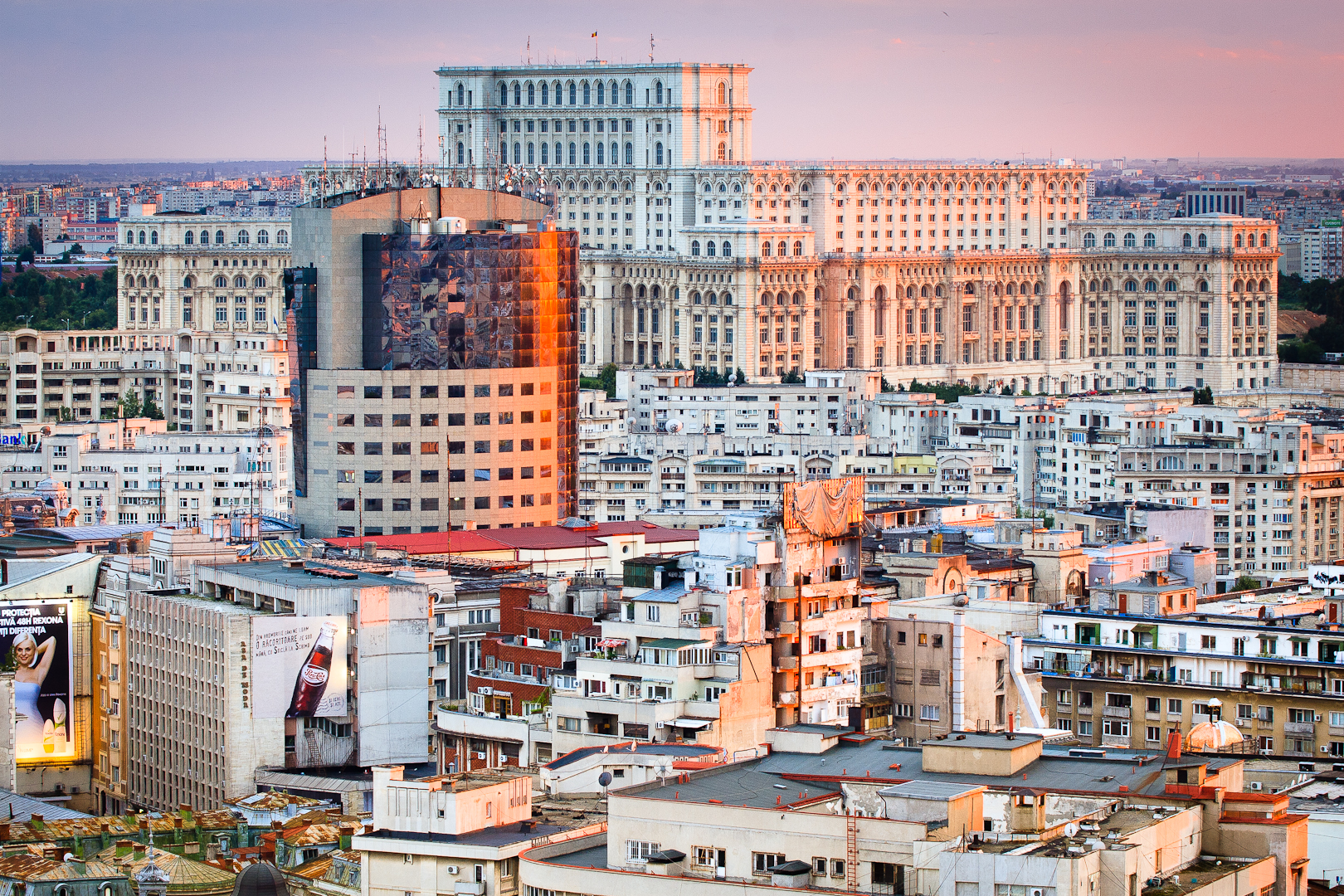
Bukurešť

| samotné město      | obyvatel v milionech | hustota zalidnění na km² | městská oblast             | obyvatel v milionech | metropolitní oblast          | obyvatel v milionech |
| ------------------ | -------------------- | ------------------------ | -------------------------- | -------------------- | ---------------------------- | -------------------- |
| Berlín, Německo    | 3.4                  | 3815                     | Paříž, Francie             | 10.1                 | Paříž, Francie               | 11.7                 |
| Madrid, Španělsko  | 3.1                  | 1985                     | Madrid, Španělsko          | 5.5                  | Porýní-Porúří, Německo       | 10.6                 |
| Řím, Itálie        | 2.7                  | 5198                     | Porúří, Německo            | 5.3                  | Randstad, Netherlands        | 7.0                  |
| Paříž, Francie     | 2.2                  | 24672                    | Barcelona, Španělsko       | 4.5                  | Madrid, Španělsko            | 5.8                  |
| Bukurešť, Rumunsko | 1.9                  | 9131                     | Milán, Itálie              | 3.8                  | Barcelona, Španělsko         | 5.3                  |
| Hamburk, Německo   | 1.8                  | 2310                     | Berlín, Německo            | 3.7                  | Milán, Itálie                | 4.3                  |
| Varšava, Polsko    | 1.7                  | 3258                     | Rotterdam–Haag, Nizozemsko | 3.3                  | Berlín, Německo              | 4.3                  |
| Budapešť, Maďarsko | 1,7                  | 3570                     | Athény, Greece             | 3.2                  | Frankfurt Rýn-Mohan, Německo | 4.1                  |
| Vídeň, Rakousko    | 1.7                  | 3931                     | Neapol, Itálie             | 2.9                  | Athény, Greece               | 3.9                  |

- Berlín
- Madrid
- Řím
- Paříž
- Bukurešť